# Список вулиць Харкова (О)
| Назва                   | Тип    | Довжина, м | Колишні назви                                          | Район(и)                     | Місцевість                                          |
| ----------------------- | ------ | ---------- | ------------------------------------------------------ | ---------------------------- | --------------------------------------------------- |
| Оборонний Вал           | м-н    |            | Вознесенська площа, майдан Фейєрбаха                   | Салтівський                  |                                                     |
| Обреїмова               | вул.   |            |                                                        | Київський                    | П'ятихатки                                          |
| Обрій                   | вул.   |            | Поморська                                              | Індустріальний               | Обрій                                               |
| Обхідний                | пров.  | 220        |                                                        | Салтівський                  | Рашкіна Дача                                        |
| Одеська                 | вул.   | 1310       |                                                        | Основ'янський                | Одеська, Основа                                     |
| Одинадцятого Липня      | в-д    |            |                                                        | Основ'янський                |                                                     |
| Одинадцятого Липня      | вул.   | 370        |                                                        | Основ'янський                | Гути                                                |
| Одоєвський              | пров.  | 230        | Адоєвський                                             | Новобаварський               | Карпівка                                            |
| Ожинова                 | вул.   |            | Тагільська                                             | Слобідський                  |                                                     |
| Озерна                  | вул.   | 1230       |                                                        | Основ'янський                | Гути                                                |
| Озерянська              | вул.   | 1790       | Прикордонна, Кладовищенська, Муранова                  | Холодногірський              | Холодна Гора, Залізничний вокзал, Гиївка, Панасівка |
| Озерянський             | пров.  | 170        | Кладовищенський, Муранова                              | Холодногірський              | Гиївка                                              |
| Океанський              | пров.  | 140        |                                                        | Новобаварський               | Новоселівка                                         |
| Оксамитовий             | пров.  |            | Червоношляховий                                        | Салтівський                  |                                                     |
| Окружний                | в-д    |            |                                                        | Шевченківський               |                                                     |
| Олега Адамовського      | вул.   | 585        | Камська                                                | Новобаварський               | Холодна Гора                                        |
| Олега Громадського      | вул.   | 850        | Старо-Московська, Броненосця Потьомкін                 | Слобідський Салтівський      | Захисників України, Попова Левада                   |
| Олега Гуцола            | пров.  | 723        | Адиґейський провулок                                   | Салтівський                  | Стара Салтівка                                      |
| Олега Овсієнка          | вул.   | 1030       | Ново-Московська, Верхнєудінська                        | Холодногірський              | Лиса Гора, Гиївка                                   |
| Олександра Бабкіна      | пров.  | 250        | Радгоспний                                             | Київський                    | Велика Данилівка, Жуковського                       |
| Олександра Громека      | вул.   | 370        | Садова, Стороженка, Петра Алексєєва                    | Основ'янський                | Основа                                              |
| Олександра Гурова       | вул.   | 780        | Братська                                               | Немишлянський                | Немишля                                             |
| Олександра Лавренка     | вул.   | 705        | Висотна вулиця, Крашенічеський провулок, вулиця Кашуби | Холодногірський              | Холодна Гора                                        |
| Олександра Натієва      | пров.  | 210        | Богунського                                            | Немишлянський                | Ново-Західний                                       |
| Олександра Олеся        | вул.   | 355        | Економічна, Єсеніна                                    | Шевченківський               | Павлове Поле                                        |
| Олександра Орлова       | вул.   | 1500       | Матросова                                              | Слобідський                  | Качанівка                                           |
| Олександра Плітаса      | в-д    | 75         | Братський                                              | Немишлянський                | Немишля                                             |
| Олександра Подольського | вул.   | 650        | Амурська                                               | Київський                    | Тюрінка                                             |
| Олександра Ульянова     | вул.   |            |                                                        | Київський                    |                                                     |
| Олександра Чабана       | вул.   | 960        | Чеченська, Білогорська                                 | Шевченківський               | Олексіївка, Стара Олексіївка                        |
| Олександра Чуба         | вул.   | 610        | Огарівська                                             | Холодногірський              | Залютине                                            |
| Олександра Шпейєра      | вул.   |            | Текстильна                                             | Новобаварський Основ'янський |                                                     |
| Олександри Бєлової      | вул.   |            |                                                        | Шевченківський               | Олексіївка                                          |
| Олександри Єфименко     | вул.   | 500        | Добролюбівська, Добролюбова                            | Новобаварський               |                                                     |
| Олександрівський        | пров.  | 230        |                                                        | Київський                    | Журавлівка                                          |
| Олександрівський        | просп. | 4080       | Косіора                                                | Індустріальний Немишлянський | Ново-Західний, ХТЗ                                  |
| Олександрівський        | м-н    |            |                                                        | Індустріальний               |                                                     |
| Олексіївська            | вул.   | 1320       |                                                        | Шевченківський               | Стара Олексіївка                                    |
| 1-й Олексіївський       | в-д    | 70         |                                                        | Шевченківський               | Стара Олексіївка                                    |
| 2-й Олексіївський       | в-д    | 160        |                                                        | Шевченківський               | Стара Салтівка                                      |
| Олексія Найкова         | вул.   | 170        | Шабелівська, Гастелло                                  | Київський                    | Журавлівка                                          |
| Олексія Суріна          | вул.   | 440        | Малишева                                               | Слобідський                  | Селище ім. Герцена                                  |
| Олексія Суріна          | пров.  | 350        | Малишева                                               | Слобідський                  | Селище ім. Герцена                                  |
| Олени Пчілки            | пров.  | 310        | Йогансоновський, Боткіна                               | Салтівський                  | Рашкіна Дача                                        |
| Олени Якуби             | вул.   | 470        | Новодаргомижська                                       | Новобаварський               | Нова Баварія                                        |
| Оленінська              | вул.   | 710        |                                                        | Новобаварський               | Холодна Гора                                        |
| Олеся Гончара           | вул.   | 350        | Шевченка, Правди                                       | Київський                    | Нагірний                                            |
| Олешківська             | вул.   | 710        | Ніколаєва                                              | Київський                    | Велика Данилівка, Олешки                            |
| Олешківський            | вул.   |            | Ніколаєва                                              | Київський                    | Велика Данилівка, Олешки                            |
| Олійняківська           | вул.   | 120        |                                                        | Основ'янський                | Диканівка                                           |
| Олімпійська             | вул.   | 940        |                                                        | Немишлянський                | Селекційна, Олімпійський                            |
| Ольгінська              | вул.   | 340        |                                                        | Київський                    | Журавлівка                                          |
| Ольгінський             | в-д    | 110        |                                                        | Київський                    | Журавлівка                                          |
| Онищенківський          | пров.  | 100        |                                                        | Новобаварський               | Новожанове, Мирський Гай                            |
| Опішнянський            | пров.  | 170        | Некрасівський, Аксакова                                | Київський                    | Журавлівка                                          |
| Оранжерейна             | вул.   | 330        |                                                        | Основ'янський                | Добрі Бджоли, Качанівка                             |
| Орача                   | вул.   | 360        |                                                        | Новобаварський               | Новожанове                                          |
| Орача                   | пров.  | 515        |                                                        | Новобаварський               | Новожанове                                          |
| Орєшкова                | вул.   | 255        |                                                        | Основ'янський                | Москалівка                                          |
| Орільський              | вул.   | 255        |                                                        | Слобідський                  | Павленки                                            |
| Оріхівська              | вул.   | 150        |                                                        | Новобаварський Основ'янський | Пилипівка                                           |
| Оркестровий             | пров.  | 180        | Єйський                                                | Салтівський                  | Стара Салтівка                                      |
| Оршанський              | пров.  | 690        |                                                        | Немишлянський                | Немишля                                             |
| Освітянська             | вул.   | 420        | Союзна                                                 | Шевченківський               | Сокільники, Лісопарк                                |
| Осикова                 | вул.   |            |                                                        | Київський                    |                                                     |
| Осипенка                | вул.   | 930        |                                                        | Немишлянський                | Ново-Західний                                       |
| Осипенка                | пр-д   | 360        |                                                        | Немишлянський                | Ново-Західний, Нові Будинки                         |
| Осипенка                | пров.  | 340        |                                                        | Немишлянський                | Ново-Західний                                       |
| Осиповського            | вул.   | 450        | Фрунзе, Буздаліна                                      | Основ'янський                | Жихор                                               |
| Осінній                 | пров.  | 190        | Ілліча                                                 | Новобаварський               | Нова Баварія                                        |
| Оскільська              | вул.   |            | Індустріальна                                          | Індустріальний Немишлянський |                                                     |
| Оскільський             | пров.  |            | вулиця Фабрика-Кухня                                   | Індустріальний               |                                                     |
| Основ'янська            | вул.   | 1810       |                                                        | Основ'янський                | Заїківка                                            |
| Основ'янська            | наб.   | 530        |                                                        | Основ'янський                | Заїківка                                            |
| Основ'янський           | в-д    | 70         |                                                        | Основ'янський                | Заїківка                                            |
| Основ'янський           | пров.  | 480        |                                                        | Основ'янський                | Заїківка                                            |
| Остапа Вишні            | в-д    | 90         |                                                        | Холодногірський              | Залютине                                            |
| Остапа Вишні            | вул.   | 685        |                                                        | Холодногірський              | Залютине                                            |
| Острівна                | вул.   |            |                                                        | Київський                    | Велика Данилівка                                    |
| Острогозька             | вул.   | 610        | Набережна                                              | Київський                    | Велика Данилівка                                    |
| Остроградський          | пров.  | 310        | Міліцейский                                            | Київський                    | Журавлівка                                          |
| Отакара Яроша           | вул.   | 2350       | Шляхова                                                | Шевченківський               | Павлове Поле                                        |
| Отакара Яроша           | пров.  | 820        | Шляховий                                               | Шевченківський               | Павлове Поле                                        |
| Отаманський             | в-д    |            | Зеленоградський                                        | Київський                    |                                                     |
| Офіцерська              | вул.   | 290        |                                                        | Немишлянський                | Немишля, Стара Салтівка                             |
| Охтирська               | вул.   |            |                                                        | Основ'янський                |                                                     |
| Очаківська              | вул.   | 1110       |                                                        | Шевченківський               | Павлове Поле                                        |
| Очаківський             | пров.  | 325        |                                                        | Шевченківський               | Павлівка                                            |
| Очеретянська            | наб.   |            |                                                        | Київський                    |                                                     |
| Ощєпкова                | вул.   | 945        |                                                        | Немишлянський                | Селекційна                                          |